# Robert Scott (Mediziner)
Robert William Scott, auch Robert William Schott (* 2. Februar 1646 in Stirches, Ascrib; † 1. Februar 1714 in Celle) war ein schottischer Mediziner und kurhannoverischer Leibarzt.

Rekonstruiertes Wappen des Robert Scott, um 1706

## Herkunft
Robert Wiliam Scott (auch: Schott) wurde auf dem Adelssitz Stirches (fälschlich auch:  Itsche) in Schottland geboren. Seine Eltern waren vermutlich Sir Walter Scott, der vierte Laird of Whitslaid, und Elspeth Stuart of Ormistone. Der Vater, dem das House of Stirches gehörte, war bereits 1651 in der Schlacht bei Inverkeithing gegen Truppen des Oliver Cromwell gefallen.
Das auf gesiegelten Urkunden verwendete Wappen Robert Scotts basierte auf dem Wappen des Scott-Clans, dem zwei Tiermotive hinzugefügt waren. Es zeigt im Schild einen von links oben nach rechts unten abfallenden Schrägbalken mit zwei Halbmonden und einem Stern in der Mitte. Im oberen Feld rechts findet sich ein Hirschkopf, im unteren links ein fliegender Adler.

## Leben
Scott verbrachte seine Jugend wohl in Whitslaid im Südosten Schottlands, nahe der Grenze zu England. Nach seiner Promotion an der medizinischen Fakultät im französischen Angers am 9. Juni 1673 war er als Feldarzt tätig. Als Regimentsfeldscher stand er im Dienst von Herzog Georg Wilhelm von Braunschweig-Lüneburg und stieg schließlich zum Leib-Medikus des Herzogs und seiner Truppen auf.
Um 1688 zog er mit seiner Familie in das Hoppener Haus zu Celle und pflegte Kontakt mit dem Theologen Johann Wilhelm Petersen, der bei ihm zu Gast war und Briefverkehr mit ihm unterhielt. Zudem war er mit der Visionärin Rosamunde Juliane von der Asseburg bekannt. Später wurde er braunschweig-lüneburgischer Hof- und Leibmedikus zu Celle. Um 1705 war er Leibarzt des Kurfürsten Ernst August von Hannover und dessen Sohnes Ernst August II. von Hannover.
Im Jahre 1706 erhielt Scott eine förmliche Bestallung als Arzt für den kleinen Hofstaat der verbannten Prinzessin von Ahlden, Sophie Dorothea. Ebenfalls im Jahre 1706 war Robert Scott, zusammen mit dem Hofmedicus Heinrich Christoph Ebell (Vater des Georg Wilhelm Ebell), dem Geheimen Kammer- und Regierungsrat Albert Andreas von Ramdohr sowie dem Hofapotheker Johann Peter Finger einer der Inspektoren der kurfürstlichen Hof-Apotheke in Celle (An der Stadtkirche 1; heutiges Museums-Café) und war mit diesen Kollegen Unterzeichner einer am 3. Oktober 1706 im Namen des Herzogs Georg Ludwig ausgestellten Urkunde. Darin wurde bekundet, dass sich der bisherige Geselle in der Hof-Apotheke, Ewald Jäger aus Schleswig, „als tüchtig und brav“ erwiesen habe und bei ihnen um seine Demission nachgekommen sei, nachdem er „durch ordentliche Vocation“ zum Ratsapotheker in Hannover berufen worden sei.

## Familie und Nachkommen
Scott war in erster Ehe mit Marthe Lafleur verheiratet und heiratete am 7. November 1686 als zweite Ehefrau die Sophia Rosina Reinbeck († 1728; genannt Rosie Sophie Scott), Schwester des Lüneburger Bürgermeisters und Halbschwester von Johann Wilhelm Reinbeck, eine Tochter des Johann Reinbeck (* 15. Januar 1640 in Lüneburg; † 2. Juli 1704 ebenda). Scott hatte 16 Kinder, von denen bei seinem Tod noch sechs am Leben waren:
- Johanna Amalia Scott; ⚭ Joseph du Bois, Prediger in Hameln
- Nympha Margaretha Scott (1683–1763); ⚭ 1710 mit Johann Gustav Reinbeck, Theologe und Probst in Berlin
  - Otto Sigmund Reinbeck (1727–1805), Archidiakonus an der Petrikirche in Cölln an der Spree
    - Georg Reinbeck, Schriftsteller und Gymnasialprofessor
- Eleonora Sophia Scott
- Louise Rosina Schott
- Jeremias Johann Scot (* 1689), Sekretär und wohl um 1713 englischer Gesandter in Polen[7]
- Guillaume Benjamin Scot (* 1692; † 1714)
- Maria Anna Sophia Schott (* 1696)
- Eleonor Dorothee Scott (* 1697)
- Susanne Elisabeth Scott (* 1701; † 1714)